# 青春の殺人者
『青春の殺人者』（せいしゅんのさつじんしゃ）は、1976年公開の日本映画。長谷川和彦監督、水谷豊・原田美枝子主演。

## 概要
長谷川和彦の第1回監督作品。1974年に千葉県市原市で起きた親殺し事件を下敷きにした中上健次の短編小説『蛇淫』をもとに、田村孟が脚本を執筆した。深い理由もなく、行きがかりから両親を殺してしまった青年とその恋人の末路を、突き放した視点から描く。

## 製作経緯

### 企画
1975年8月に長谷川の噂を聞きつけたATGの多賀祥介が「一本監督しないか」と長谷川に声をかけスタートした。製作が決まってクランクインまで丸一年を要した。

### 脚本
『文藝』1975年9月号に掲載された中上健次の短編小説「蛇淫」を元に、田村孟が脚本を書いた。しかし長谷川が脚本をいちじるしく改変したため田村からの激しい抗議が来たという。

### キャスティング
水谷豊の主演起用は長谷川監督が『傷だらけの天使』を観て気に入り『青春の蹉跌』の脚本で交流のあった萩原健一に紹介してもらったもので、水谷を「日本のジェームズ・ディーンやらないか」と口説いた。原田美枝子は当時17歳で大胆なヌードシーンを披露した。原田は過酷な撮影だった本作が嫌で、映画を一度も観ていないという。

### 製作費
2000万円前後を予定していたが、結局3500万円かかった。長谷川は借金を1500万負ったという。監督は勿論、水谷もノーギャラ。撮影当時、長谷川が30歳、水谷が24歳、原田は17歳であった。1976年度キネマ旬報ベスト・テン1位となったインタビューで長谷川は「他にいい作品がなかったからでしょう。1位、2位、3位、4位なしの5番目の1位でしょう。そう思っています」と答えた。

### 撮影
1976年春から撮影が始まり、当初クランクアップは8月31日を予定していたが、10月頭まで延長した。撮影は舞台となった市原市と静岡県伊豆・下田で行われ全編ロケ。今では考えられないようなゲリラ的撮影が多く、成田のスナック（設定上は成田だが撮影場所は市原）に火を付けて燃やすラストシーンも許可を取らずに一発撮り。街の中に実際に建てたセットのスナックに火を着けた。主演の二人に火の中で演技をさせた。イメージより火が弱く、スタッフ総出で、ガソリンをバケツに入れて、入れ替わり立ち替わりセットにぶっかけた。平日の夕方、道路沿いに建てられた建物が勢いよく燃えて、周辺は車が大渋滞になった。地元の消防団がやってきて激怒し、「責任者出せ」と言うから、その日たまたま今村昌平がいて、皆で今村を指さし、消防団と今村が揉めている間、ガソリンをかけ続けた。

### 音楽
長谷川によれば、「音楽は最初はビートルズを使うつもりだったが、著作権料と使用料だけで本編の予算の何倍もかかると言われて諦めた」とのこと。紆余曲折あってゴダイゴになった。長谷川は「インストにしようと思ったが、ゴダイゴが英語のボーカルのままでやりたいって言うから、まあいいかって決めた」と話している。ミッキー吉野は「長谷川監督が全曲英語詞で歌うゴダイゴに興味を持って、音楽を任せてくれた」と述べている。当時、サウンドトラックを日本のロックバンドが、しかも英語詞で手掛けるというのは珍しかった。

### 興行
本作の封切上映は日本中で4館だけだった。

## あらすじ
千葉県の空港近くでスナックを営む若者・斉木順は、ある日自身が普段乗っている車を勝手に持っていった両親から車を取り返しに実家に訪れる。順は、父から自身の恋人・ケイ子の悪口と共に「ケイ子と別れなければスナックを辞めてもらう」と言われてしまい激昂する。順は父を包丁で刺殺してしまい、直後に帰宅した母はその状況に悲観して息子から包丁を奪い無理心中を図ろうとしたため、彼は母をも殺めてしまう。
スナックに戻った順は、ケイ子に「オーナーである両親と大喧嘩したから今日限りで店を閉める」と言って車で彼女を家に送り届け、一方的に別れを告げて去ってしまう。夜遅く再び実家に戻った順は、懐中電灯の明かりだけを付けて両親の遺体を毛布で包んでロープで縛っていた所、ケイ子が家に来てしまう。遺体を見つけたケイ子は血で汚れた風呂場を洗うのを手伝い、順と2人で遺体を車に乗せて夜明け前の港に訪れ2つの遺体に重りを付けて遺棄する。
順はケイ子とドライブして数時間後、海水浴場でアイスキャンディーを食べていると、自身が子供の頃に両親と過ごした海辺での思い出に涙する。その時ふと順は、何事もなかったようにもう一日だけ真面目に働いてみることを思い立ち、ケイ子と2人でスナックに戻ることに。しかしスナックまであと少しと言う所で、空港建設の反対デモ取締りのため機動隊の検問に遭った順は、自責の念にかられて両親を殺したことを自供してしまう。

## キャスト
斉木順
演 - 水谷豊
スナック『キャサリン』の雇われマスター。普段は強気な態度で責任感がなく周りの人のせいにする性格。ただし、中学時代は委員長をやるなど真面目な性格で優等生だった。気ままな行動で振り回す父や、過保護で色々と指図して子供扱いする母に反発している。
順の父
演 - 内田良平
夫婦でトラック専門のタイヤ工場のような自営業をしている。順が働くスナックのオーナー。気位が高く気ままな性格で、これまでに順に気前よく家電製品などを買い与えているが、突然取り上げるようなことをしている。ちなみに順が子供の頃は、海水浴場でアイスキャンディー売りの仕事をしていた。
順の母
演 - 市原悦子
これまでに夫と自宅のタイヤ工場で必死に働いている。ケイ子のことをあまり良く思っておらず陰で「あの女」呼ばわりしている。機転が利く我慢強い性格だが、順に対して過保護。心の中では「新しい服を買いたい、温泉に行きたい」など色々欲求があるが、働き詰めのせいで自身のことは後回しになっていて質素な生活を送る。
常世田ケイ子
演 - 原田美枝子
順の恋人で、彼のスナックで働く。中学生の頃に左耳だけ難聴になったため左から話しかけられても聞こえない状態。子供っぽい性格で、順に対していつも甘えるような言動をしている。本人によると「中学生の頃に順が住んでいた家の庭に生えていたイチジクの実を、勝手に食べたことがバレて母に叩かれて左耳が失聴した」とのこと。
ケイ子の母
演 - 白川和子
家は、海のそばにあり、過去に斉木家が近所に住んでいたためお互いのことを良く知っている。ケイ子が中学生の頃はしつけに厳しい性格だったが、現在は酒浸りで娘の服を勝手に着るなどややだらしない性格。
宮田道夫
演 - 江藤潤
順の高校時代のクラスメイトで、ケイ子とも親しくしている。昔撮った学生時代の8ミリ映画の映像を自身と郁子の結婚披露宴で流す打ち合わせのため、徹と3人で順に会いに来る。
石川郁子
演 - 桃井かおり
宮田の恋人で、同じく順とは高校時代のクラスメイト。ケイ子とも顔見知り。宮田とは高校時代に付き合い始めその後2人とも東京の大学に進学している。事前に言っておいた8ミリ映画の映写機を実家に忘れたと言う順を責める。
日高徹
演 - 地井武男
宮田の大学の友人。大学7年生。宮田の披露宴で司会を任される。
漁師の女
演 - 女A（高山千草）、女B（三戸部スエ）
ケイ子の家のご近所さん。順も中学時代に同じ地域に住んでいたため、彼のことも良く知っている。ケイ子の母の家で3人で楽しく酒を飲み、たまたま訪れた恋人同士のケイ子と順をからかう。

## スタッフ
- 原作 - 中上健次
- 企画 - 多賀祥介
- 監督 - 長谷川和彦
- 脚本 - 田村孟
- 助監督 - 石山昭信、矢野広成、草水良一、杉田二郎[8]
- 製作 - 今村昌平、大塚和
- 音楽 - ゴダイゴ
- 撮影 - 鈴木達夫
- 美術 - 木村威夫
- 録音 - 久保田幸雄
- 照明 - 伴野功
- 編集 - 山地早智子
- 製作担当 - 浅尾政行[8]
- 制作進行 - 榎戸耕史（榎戸耕名義）[8]、平山秀幸（平山秀之名義）[8]、飯塚勇

## サウンド・トラック
2010年11月24日にサウンド・トラックが発売された。

### 収録曲
1. 想い出を君に託そう（オープニング）
  - 作詞：奈良橋陽子、作曲：タケカワユキヒデ、編曲：ミッキー吉野
2. 白い小鳥-インストゥルメンタル#1-（順とケイ子）
  - 作曲：タケカワユキヒデ、編曲：ミッキー吉野
3. 順と父
  - 作曲・編曲：ミッキー吉野
4. 死体
  - 作曲・編曲：ミッキー吉野
5. 死者の声
  - 作曲・編曲：ミッキー吉野
6. イエロー・センター・ライン-ショート・バージョン-（夕焼け-祭の街へ）
  - 作詞：奈良橋陽子、作曲：タケカワユキヒデ、編曲：ミッキー吉野
7. 想い出を君に託そう-未発表唄入りテイク-（回想-更地にてI）
  - 作詞：奈良橋陽子、作曲：タケカワユキヒデ、編曲：ミッキー吉野
8. 想い出を君に託そう-未発表インストゥルメンタル#1-（回想-更地にてII）
  - 作曲：タケカワユキヒデ、編曲：ミッキー吉野
9. 想い出を君に託そう-未発表インストゥルメンタル#2-（回想-更地にてIII）
  - 作曲：タケカワユキヒデ、編曲：ミッキー吉野
10. おかしなウエディング（8mmフィルム「磔刑(はりつけ)」）
  - 作曲・編曲：ミッキー吉野
11. 白い小鳥-インストゥルメンタル#2-（ケイ子のイチジク）
  - 作曲：タケカワユキヒデ、編曲：ミッキー吉野
12. 殺意-フラッシュ・バック
  - 作曲・編曲：ミッキー吉野
13. 憩いのひととき-インストゥルメンタル-(回想-海岸のアイスキャンディー売り)
  - 作詞：奈良橋陽子、作曲：タケカワユキヒデ、編曲：ミッキー吉野
14. マジック・ペインティング（回想-スナック開店風景）
  - 作詞：奈良橋陽子、作曲：タケカワユキヒデ、編曲：ミッキー吉野
15. 憩いのひととき-ショート・バージョン-（エンディング-高速道路）
  - 作詞：奈良橋陽子、作曲：タケカワユキヒデ、編曲：石川鷹彦
16. スティーヴ・フォックス笑い声

「想い出を君に託そう」「イエロー・センター・ライン」「マジック・ペインティング」「憩いのひととき」はゴダイゴのアルバム『新創世紀』に、「白い小鳥」はタケカワユキヒデのアルバム『走り去るロマン』に、それぞれフル・ヴァージョンが収録されている。
ライナー・ノーツには、杉本博士による解説及び長谷川和彦とタケカワユキヒデによる対談が記載されている。このサウンド・トラックは名義上、ゴダイゴのアルバムである。

## その他

### 証言
映画評論家・監督の樋口尚文が長谷川和彦に本作の意図や制作過程についてロングインタビューを行い構成した『「青春の殺人者」という事件の現場』（2014年/87分）が、キングレコード『青春の殺人者』DVD、ブルーレイの映像特典として収録されている。長谷川が田村孟の当初の脚本を撮影現場で大胆に変えて行った過程などが詳述されている。

### 作品の評価
山根貞男は1980年代も終わる『シティロード』1989年9月号で、80年代の日本映画界を総括し、「底が抜けた」日本映画界に俳優・脚本家・テレビ演出家・小説家といった助監督経験のない有名人が映画監督に乗り出すケースが目につき、この事態はプログラム・ピクチュア体制の崩壊した1970年代から始まり今に至る、などと解説し、山根と『シティロード』編集部は「80年代、主な監督のデビュー作と日本映画界（※劇映画で16ミリ作品を除く）」という80年代の日本映画の年表を作り、この冒頭に1976年の本作『青春の殺人者』を持って来て、1977年の大林宣彦『HOUSE』、1978年の大森一樹『オレンジロード急行』、1979年の宮崎駿『ルパン三世 カリオストロの城』、柳町光男『十九歳の地図』の5本を80年代日本映画のプラットフォームを作った映画として掲載している。 

### 影響
- 染谷将太が「特別な一本」として挙げる他[16]、野沢尚は本作のシナリオに感銘を受けて脚本家を志したと話していた[17]。他に土井裕泰、瀬々敬久、浅香航大らが本作のファン、或いは大きな影響を受けたと話している[18][19][20]。また、後に共にディレクターズ・カンパニーを結成する石井聰互（石井岳龍）も[21]「『青春の殺人者』などの映画に救われたと言っても過言ではない。おかげで自分は犯罪者にならずにすんだ」などと述べている[22]。